# Schistocichla humaythae
Schistocichla humaythae là một loài chim trong họ Thamnophilidae.